# Ferna

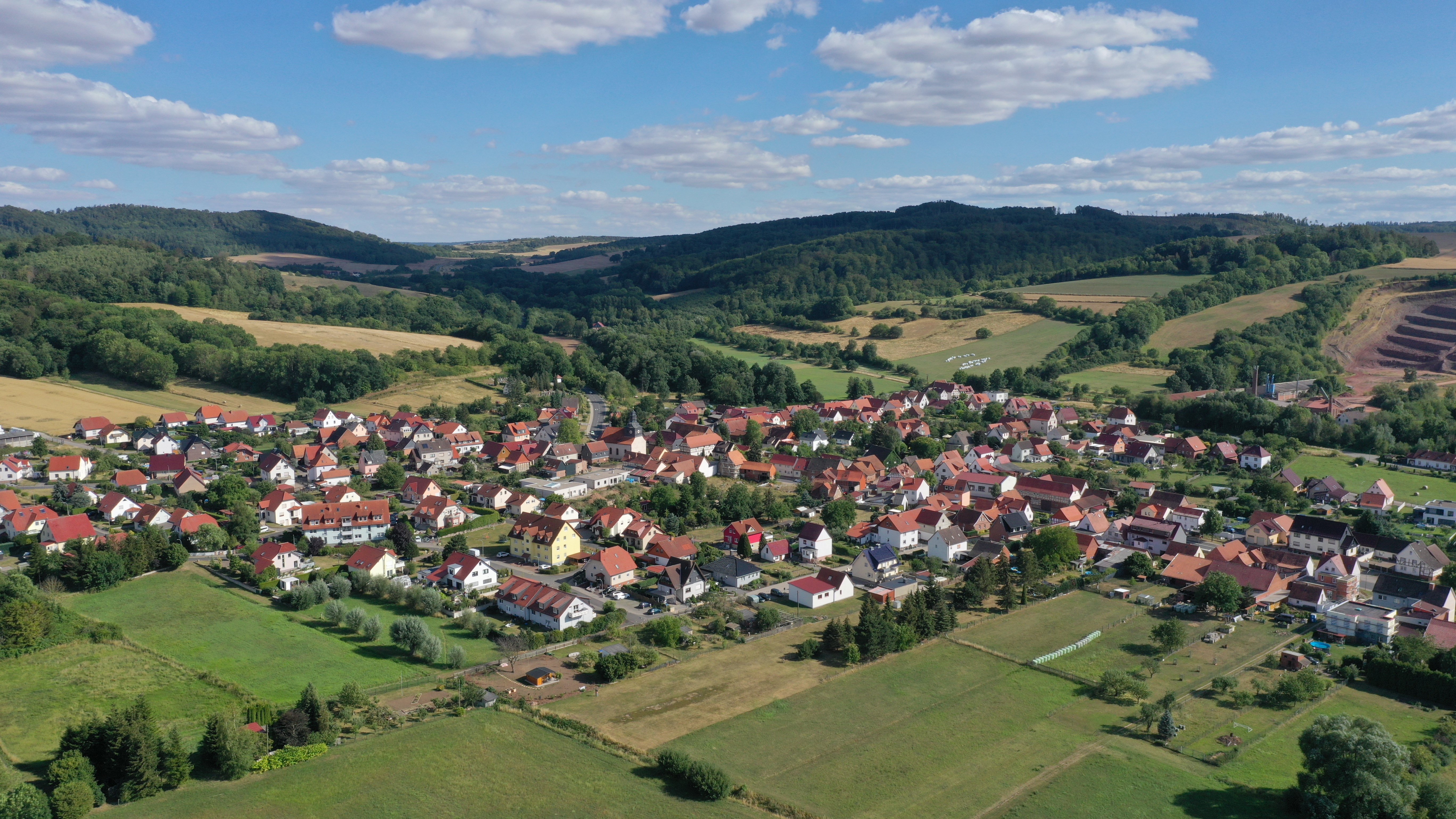
Drohnenluftbild von Ferna im Jahr 2022

Ferna ist eine Gemeinde im thüringischen Landkreis Eichsfeld. Sie gehört zur Verwaltungsgemeinschaft Lindenberg/Eichsfeld.

## Geographie
Ferna liegt zwischen Ohmgebirge und Hahlethal.

## Geschichte
Ferna wurde erstmals am 19. Juli 1090  urkundlich erwähnt. Vom 16. bis zum 19. Jahrhundert unterstand Ferna dem Westernhagenschen Gericht Berlingerode. 1815 bis 1944 gehörte die Gemeinde zur preußischen Provinz Sachsen. Ab 1945 war sie Teil der Sowjetischen Besatzungszone, ab 1949 der DDR. Von 1961 bis zur Wende und Wiedervereinigung 1989/1990 wurde Ferna von der Sperrung der nahen innerdeutschen Grenze beeinträchtigt. Seit 1990 gehört der Ort zum wieder gegründeten Bundesland Thüringen.

### Einwohnerentwicklung
Entwicklung der Einwohnerzahl (31. Dezember):
| - 1994: 484 - 1995: 489 - 1996: 550 - 1997: 607 - 1998: 624 - 1999: 624 | - 2000: 618 - 2001: 638 - 2002: 629 - 2003: 615 - 2004: 604 - 2005: 592 | - 2006: 587 - 2007: 597 - 2008: 586 - 2009: 570 - 2010: 572 - 2011: 568 | - 2012: 582 - 2013: 573 - 2014: 584 - 2015: 580 - 2016: 581 - 2017: 584 | - 2018: 585 - 2019: 563 - 2020: 559 - 2021: 557 - 2022: 545 |

Datenquelle: Thüringer Landesamt für Statistik

## Politik

### Gemeinderat
Der   Gemeinderat von Ferna setzt sich aus acht  Gemeinderatsmitgliedern  zusammen.
- CDU: 8  Sitze

(Stand:   Kommunalwahl    am 25. Mai 2014)

### Bürgermeister
Der ehrenamtliche Bürgermeister Erich Oberkersch (CDU) wurde 2004 gewählt und 2010 und 2016 wiedergewählt. Als Nachfolgerin von Erich Oberkersch wurde am 12. Juni 2022 Doreen May (CDU) zur Bürgermeisterin gewählt.

## Verkehr
Durch Ferna verläuft die B 247 und die L 2017. Eine Ortsumgehung ist geplant, aber nicht in Sicht.
Ferna liegt an der inzwischen stillgelegten Untereichsfeldbahn von Wulften über Duderstadt, Teistungen und Worbis nach Leinefelde. Noch heute gibt es daher die Bahnhofstraße.

## Sehenswürdigkeiten

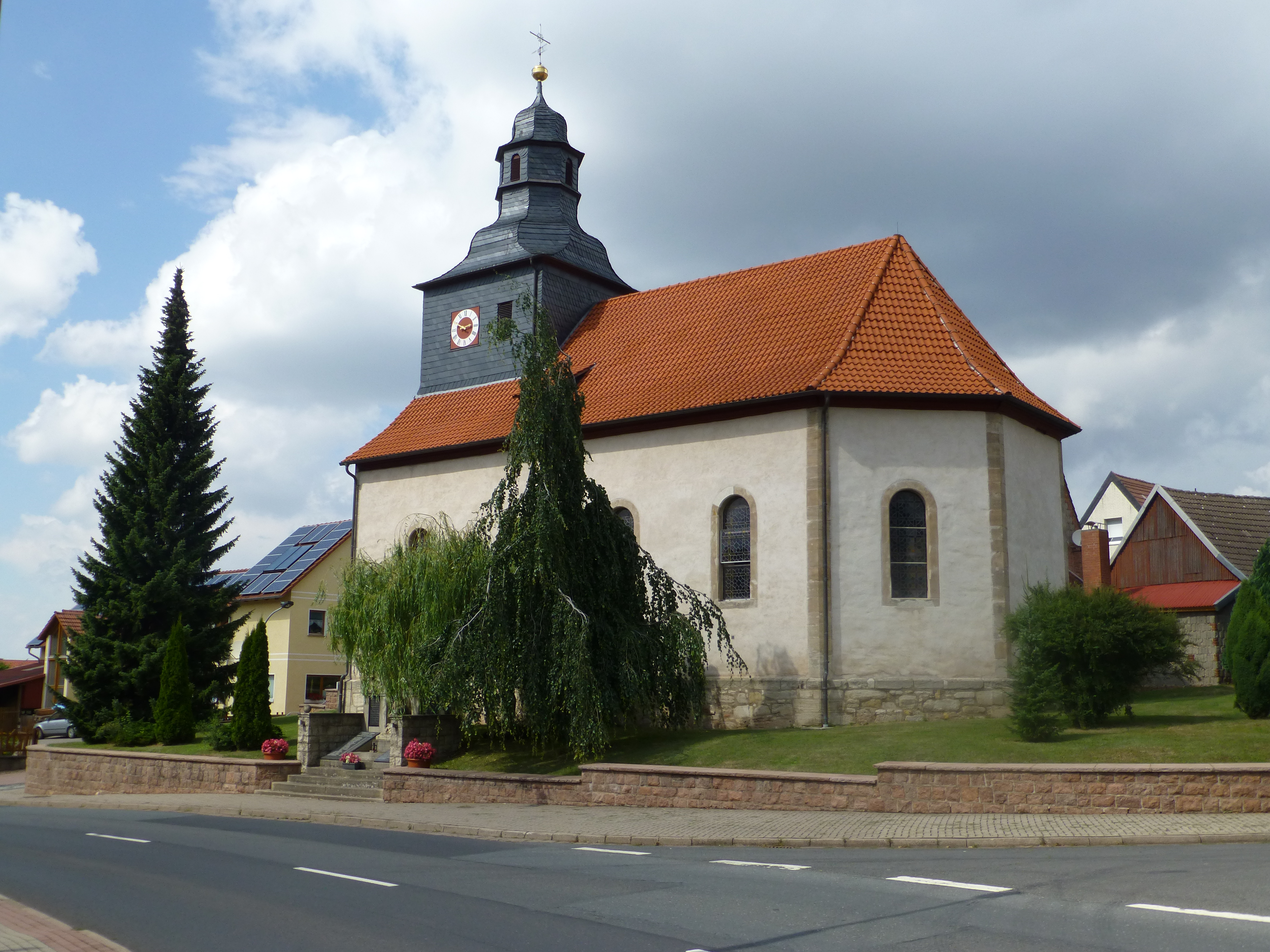
Kirche von Ferna

- Die römisch-katholische Kirche St. Johannes der Täufer, 1736 erbaut, gehört zur Pfarrei St. Andreas Teistungen.